# جيري فيشمان
جيري فيشمان (بالإنجليزية: Jerry Fishman)‏ هو لاعب كرة قدم أمريكية أمريكي، ولد في 1943.